# Nanaia Mahuta
Nanaia Mahuta (ur. 21 sierpnia 1970) – nowozelandzka polityk narodowości maoryskiej, minister spraw zagranicznych w latach 2020–2023.

## Życiorys
Urodziła się 21 sierpnia 1970 w Auckland jako córka sir Roberta Mahuty. Jest również krewną królowej Maorysów Te Atairangikaahu i króla Kingi Tuheitia. Na University of Auckland uzyskała dyplom z zarządzania biznesem i magisterium z antropologii społecznej.
Zajmowała szereg stanowisk publicznych, w tym w samorządzie terytorialnym oraz urzędach ds. Maorysów. W 1996 została po raz pierwszy wybrana do parlamentu i zasiadała w parlamentach od 45. do 53. kadencji. W latach 2005–2008 zasiadała jako ministra w rządzie koalicji robotniczo-postępowej. Zajmowała stanowiska ministry ds. samorządu terytorialnego, ministry ds. rozwoju młodzieży i ministry kultury, a także wiceministry środowiska i wiceministry turystyki.
W 2016 pod wpływem córki zdecydowała się na wykonanie w rejonie brody tradycyjnego tatuażu moko z elementami charakterystycznymi dla jej plemienia. Miało to zarówno uhonorować przodków, a także poprawić odbiór tego aspektu kultury maoryskiej, który przez znaczną część Nowozelandczyków był łączony z przestępczością. Została tym samym pierwszą parlamentarzystką z tradycyjnym tatuażem na twarzy.
W 2020 jako pierwsza kobieta objęła funkcję ministra spraw zagranicznych, została też wiceministrem ds. rozwoju Maorysów. Mahuta została pierwszym ministrem z tradycyjnym tatuażem na twarzy. Obejmując stanowisko Mahuta zapowiedziała starania na rzecz podtrzymania bliskich stosunków z Australią. Mahuta po nominacji odebrała gratulacje od przedstawicieli wszystkich partii.
W 2023 nie uzyskała mandatu do Izby Reprezentantów, przegrywając z Haną-Rawhiti Maipi-Clarke z Māori Party. 11 listopada tamtego roku zakończyła pełnienie funkcji ministra.

## Życie prywatne
Żona Gannina Ormsby’ego, z którym ma dwoje dzieci.